# Eduard Hitzig
Julius Eduard Hitzig (Berlino, 6 febbraio 1838 – St. Blasien, 20 agosto 1907) è stato uno psichiatra e neurofisiologo tedesco.

## Biografia
Hitzig iniziò a studiare legge, ma presto si rivolse alla facoltà di medicina. Studiò a Berlino e Würzburg con Emil Du Bois-Reymond, Rudolf Virchow, Moritz Heinrich Romberg e Carl Friedrich Otto Westphal. Nel 1862 conseguì il dottorato in giurisprudenza. Lavorò come medico a Berlino, inizialmente come elettroterapista. Nel 1872 conseguì l'abilitazione a Berlino per la medicina interna e la psichiatria.
Nel 1875 Hitzig divenne direttore dell'ospedale psichiatrico Burghölzli e professore ordinario di psichiatria presso l'Università di Zurigo. Nel 1879 fu nominato direttore della Clinica Neuropsichiatrica e Professore di Psichiatria a Halle, dove aprì nel 1891, il primo ospedale psichiatrico indipendente in Prussia.
Hitzig condusse esperimenti nel 1870 con Gustav Theodor Fritsch sulla stimolazione elettrica del cervello sui cani. Il suo lavoro molto acclamato fu la prima prova che le singole funzioni nella corteccia cerebrale si trovano in posizioni specifiche.
Hitzig era un membro del Corps Nassovia Würzburg (1859) e della Neoborussia di Berlino (1860). Nel 1883 fu eletto membro della Leopoldina.

## Famiglia
Hitzig sposò la nipote di Leopold von Ranke, Henriette (Etta) Ranke (1843-1939).
La tomba di famiglia si trova nel cimitero di Dorotheenstädtischer a Berlino-Mitte, Chausseestraße.

## Opere
- (mit Gustav Fritsch) Ueber die elektrische Erregbarkeit des Grosshirns. In: Archiv für Anatomie, Physiologie und wissenschaftliche Medicin. 1870, S. 300–332 (online[collegamento interrotto]).
- Untersuchungen über das Gehirn: Abhandlungen physiologischen und pathologischen Inhalts. Hirschwald, Berlin 1874 (online).
- Ueber den Quärulantenwahnsinn, seine nosologische Stellung und seine forensische Bedeutung: Eine Abhandlung für Ärzte und Juristen. Vogel, Leipzig 1895.
- Hughlings Jackson und die motorischen Rindencentren im Lichte physiologischer Forschung. Gelesen in der Neurological Society of London den 29. November 1900. Hirschwald, Berlin 1901 (online).
- Physiologische und klinische Untersuchungen über das Gehirn. Gesammelte Abhandlungen. Hirschwald, Berlin 1904

(online).